# Crossodactylus cyclospinus
Crossodactylus cyclospinus é uma espécie de anfíbio da família Hylodidae. Endêmica do Brasil, pode ser encontrada na Serra do Cariri nos municípios de Santa Maria do Salto e Cristália, no estado de Minas Gerais.